# Mezey Katalin
Mezey Katalin (Budapest, 1943. május 30. –) Kossuth- és József Attila-díjas prózaíró, költő, műfordító. 

## Családja
Férje Oláh János (1942–2016) író, fiuk Lackfi János (1971) költő, lányuk, Oláh Katalin (1974) és kisebbik fiuk, Oláh Mátyás László (1975) képzőművészek.

## Életpályája
Mezei Ferenc és Somogyi Katalin gyermekeként született.  Felsőfokú tanulmányait az ELTE BTK magyar–népművelés szakán végezte 1961 és 1967 között. Bátyja Mezei Ferenc neutronfizikus.
1963 óta jelennek meg írásai. 1964 és 1966 között általános iskolai tanárként dolgozott Tatabányán, az akkori Mező Imre (napjainkban a Sárberki Általános Iskola telephelye Móra Ferenc Általános Iskolában). Ennek az élményeit írta meg a Zöld vadon című elbeszéléskötetében. 1966-tól 1968-ig a Tatai Faipari Kisipari Szövetkezet, 1968 és 1970 között a KISZÖV, majd az OKISZ népművelési előadója volt. A Kilencek költőcsoport tagjaként szerepelt a Nagy László előszavával megjelent, legendássá vált Elérhetetlen föld című antológiában (1969). 1970 óta újságíró. Ugyanebben az évben egyik szerkesztője volt a Kísérlet című irodalmi folyóiratnak, amelynek példányait még megjelenésük előtt rendőrileg elkobozták (Nyíregyháza, 1970). 1970 és 1977 között a Népművelés, 1977-től 1981-ig a Szovjet Irodalom, 1983 és 1988 között a BSZV Híradó c. üzemi lap munkatársa volt.
Irodalomszervezői munkássága is jelentős. Kezdeményezte az Írók Szakszervezete létrehozását. 1987 és 2008 között a szervezet titkára volt. 1989 óta tagja az Írószövetség elnökségének. 1990 óta az Írók Alapítványa és a Széphalom Könyvműhely alapítója és vezetője. 1990 és 1993 között a Független Szakszervezetek Demokratikus Ligájának is ügyvivője volt. 2004 óta a Magyar Művészeti Akadémia tagja, 2012-ben megválasztották az MMA Irodalmi Tagozata vezetőjének. 1989 óta részt vesz a Sárváron évente megrendezett, immár az egész Kárpát-medencében meghirdetett Középiskolás Irodalmi Pályázat és Tábor szervezésében.

## Díjai, elismerései
- Móricz Zsigmond-ösztöndíj (1976)
- Füst Milán-jutalom (1985)
- Év Gyermekkönyve díj (1990)
- Greve-díj (1992)
- József Attila-díj (1993)
- A Magyar Köztársasági Érdemrend tisztikeresztje (1994)
- Arany János-jutalom (1996)
- Forgács Pál-díj (2000)
- Az Év Könyve (2001)
- Artisjus Életmű Díj (2003)
- Prima díj (2007)
- Teleki Pál Emlékérem (2008)
- Művészekért-Művészetért-díj (2008)
- Bethlen Gábor-díj az Elérhetetlen föld c. antológia költőivel közösen (2009)
- A Magyar Érdemrend középkeresztje (2013)
- Kossuth-díj (2015)

## Művei

### Verseskötetek
- Amíg a buszra várunk. 1960–68 (Magvető, Budapest, 1970)
- Anyagtanulmány. 1968–75 (Szépirodalmi, Budapest, 1978)
- Újra meg újra (Szépirodalmi, Budapest, 1985)
- Szárazföldi tél. Válogatott és új versek 1960–1991 (Széphalom Könyvműhely, Budapest, 1991)
- Furcsa világ (Kiss Benedekkel és Utassy Józseffel; Széphalom Könyvműhely, Budapest, 2000)
- Párbeszéd. Új versek (Felsőmagyarország, Miskolc, 2002)
- Holdének és más versek gyerekeknek (Széphalom Könyvműhely, Budapest, 2007)
- Mezey Katalin válogatott versei (Vál.: Vasy Géza; Magyar Napló, Budapest, 2008)
- Bolygópályák. Új versek (Széphalom, Budapest, 2010)
- Ajánlott énekek. Összegyűjtött és új versek, 1960–2015; Magyar Napló, Bp., 2016

### Regények, elbeszélések
- Zöld vadon (Szépirodalmi, Budapest, 1979) ISBN 963 15 1295 9

„Zöld vadon” című elbeszéléskötetének alapélményét, amelyet az írónő elsősorban kudarcként élt meg, Tatabányáról, az akkori Mező Imre Általános Iskolából merítette. Az elbeszélés címe is ezt tükrözi: A két kudarc, amelyben a főszereplő a főiskolai, makarenkói elvekben csalódott tanárnő a „szocialista pedagógiai nagyüzemben”. „A Két kudarc arról szól, hogyha illúziókkal, tájékozatlan elképzelésekkel közeledünk embertársainkhoz, ostobán viselkedünk; sok szenvedést okozhatunk. Ha gyöngébbekkel kerülünk szembe, oktalanul megkínozzuk őket is, magunkat is, s ha tapasztaltabbakkal, erősebbekkel, éppoly oktalanul megkínoznak minket. Ugyanakkor figyelmeztetni is akar ez az írás korunk jellegzetes hitének, a nevelés, átnevelés túlértékeléseinek veszélyeire, hazugságaira.” (Mezey Katalin)
- Csutkajutka meséi (Móra, Budapest, 1983)
- Élőfilm (Szépirodalmi, Budapest, 1984)
- Lyukak az osztálykönyvben (Móra, Budapest, 1986)
- Kivala Palkó Nemlehet-országban (Móra, Budapest, 1987; Új KÉZirat, 1999)
- Levelek haza (Móra, Budapest, 1989)
- A kidöntött kerítés. Gyerekkori történetek (Új KÉZirat – Írók Szakszervezete, Budapest, 2003)
- Ismernek téged. Elbeszélések és kisregények, 2001–2013; Magyar Napló, Bp., 2014

### Drámák
- A két egyforma királyfi. Drámák (KÉZirat, Budapest, 1994)

### Szerkesztések
- Színkép. Új nemzedékek műfordításaiból (Kozmosz Könyvek, Budapest, 1984)
- A forradalom bíbora. Szovjet-orosz költők antológiája (Bratka Lászlóval; Kozmosz Könyvek, Budapest, 1987)
- A fortélyos öreg. 99 magyar népmese (Officina Junior, Budapest, 2003)
- Nagy karácsonyi mesekönyv (Officina Nova, Budapest, 1990)
- Sodródó emberiség (Széphalom Könyvműhely – Írók Szakszervezete, Budapest, 2000)
- Civil Együttműködési Tanácskozás. 2011. december 9.; szerk. Mezey Katalin; Széphalom Könyvműhely, Bp., 2012
- "...mint egy mély folyóban...". Antológia Oláh János 70. születésnapjára; szerk. Mezey Katalin; Széphalom Könyvműhely, Bp., 2012

### Idegen nyelven
- Selected Poems (Oláh Jánossal; ford.: Nicholas Kolumban; Budapest, 1990)
- Again and Again. Poems (Ford.: Nicholas Kolumban; KÉZirat, Budapest, 1995)
- Erzählungen (Oláh Jánossal; ford.: Hans Skirecky; Budapest, 1991)
- Paule Werbistedenn im Lande Gehtjanicht. Märchenroman (Ford.: Hans Skirecki; KÉZirat, Budapest, 1999)